# كأس ملك إسبانيا 1942
كأس ملك إسبانيا 1942 (بالإسبانية: Copa del Generalísimo de fútbol 1942)‏ هو موسم من كأس ملك إسبانيا. أقيم بتاريخ 1942، وفاز فيه نادي برشلونة.